# Stenochironomus leptopus
Stenochironomus leptopus är en tvåvingeart som först beskrevs av Jean-Jacques Kieffer 1906.  Stenochironomus leptopus ingår i släktet Stenochironomus och familjen fjädermyggor. Inga underarter finns listade i Catalogue of Life.